# Paralimnophila (Paralimnophila) rieki
Paralimnophila (Paralimnophila) rieki is een tweevleugelige uit de familie steltmuggen (Limoniidae). De soort komt voor in het Australaziatisch gebied.